# Брест (Плевенская область)
Брест (болг. Брест) — село в Болгарии. Находится в Плевенской области, входит в общину Гулянци. Население составляет 2 271 человек.

## Политическая ситуация
В местном кметстве Брест, в состав которого входит Брест, должность кмета (старосты) исполняет Димитр Божинов (коалиция в составе 4 партий: Демократы за сильную Болгарию (ДСБ), Земледельческий народный союз (ЗНС), Болгарский земледельческий народный союз (БЗНС), Союз демократических сил (СДС)) по результатам выборов.
Кмет (мэр) общины Гулянци — Лучезар Петков Яков (Болгарская социалистическая партия (БСП)) по результатам выборов.